# Municipio de Ochamchire
El municipio de Ochamchire (en georgiano: ოჩამჩირის მუნიციპალიტეტი; en abjasio: Очамчыра амуниципалитет) es un municipio de iure parte de la República Autónoma de Abjasia de Georgia, aunque de facto se corresponde con el distrito de Ochamchira de la parcialmente reconocida República de Abjasia. El área total del municipio es 1887 kilómetros cuadrados y su centro administrativo es Ochamchire. La población era 30 258, según el censo de 2011.

## Geografía
El municipio de Ochamchire está ubicado en el oeste de Georgia y limita al sur con el municipio de Gali y al noroeste con el de Gulripshi en Abjasia, y al este con el municipio de Mestia de Mingrelia-Alta Esvanetia.

## Historia
El distrito se encuentra principalmente en el territorio de la región histórica de Abzhua. Hay 3 pueblos armenios y 3 mingrelianos en la región, el resto de los pueblos son predominantemente abjasios.
El municipio de Ochamchire es el heredero del raión de Ochamchira de la RASS de Abjasia (el territorio de la antigua región de la ASSR soviética sin los pueblos de Agubedia y Tkvarcheli) y parte del territorio del antiguo distrito de Gali de la URSS abjasia (los pueblos de Achigvara, Shesheleti y la aldea de Gudava). Hasta la batalla del valle Kodori de agosto de 2008, algunas partes montañosas del distrito estaban en poder de Georgia, formando parte de la Alta Abjasia.

## Política
Después de la guerra de Abjasia de 1992-1993, el gobierno de Georgia no controla el municipio de Ochamchire. Las autoridades de la autoproclamada república de Abjasia son quienes lo administran mediante el distrito de Ochamchira. Sin embargo, la parte más oriental del municipio (Tkvarcheli pueblo y ciudad, Agubedia, Pirveli Bedia) fueron incluidos en el distrito de Tkvarcheli, creado por las autoridades abjasias en 1995 tras haber resistido al asedio de las fuerzas georgianas durante 413 días.

## División administrativa
El municipio consta de la capital municipal, Ochamchire y la ciudad de Tkvarcheli. Los pueblos del municipio son: Achigvara, Adziubzha, Agubedia, Akvaskia, Aradu, Arakichi, Arasadziji, Atara, Beslajuba, Chlou, Gupi, Gvada, Ilori, Jgerda, Kindgi, Kochara, Kutoli, Labra, Merkula, Mokvi, Otapi, Pirveli Bedia, Pokveshi, Reka, Shesheleti, Somjuri Atara, Tamishi, Tjina, Tkvarcheli, Yali.

## Demografía
El municipio de Ochamchire ha tenido una disminución de población desde 1989, teniendo hoy sobre el 41% de los habitantes de entonces.
| Población del municipio de Ochamchire                                  | Población del municipio de Ochamchire | Población del municipio de Ochamchire | Población del municipio de Ochamchire | Población del municipio de Ochamchire | Población del municipio de Ochamchire | Población del municipio de Ochamchire | Población del municipio de Ochamchire | Población del municipio de Ochamchire | Población del municipio de Ochamchire | Población del municipio de Ochamchire | Población del municipio de Ochamchire |
|                                                                        | 1897                                  | 1922                                  | 1926                                  | 1939                                  | 1959                                  | 1970                                  | 1979                                  | 1989                                  | 2003                                  | 2011                                  | 2020                                  |
| ---------------------------------------------------------------------- | ------------------------------------- | ------------------------------------- | ------------------------------------- | ------------------------------------- | ------------------------------------- | ------------------------------------- | ------------------------------------- | ------------------------------------- | ------------------------------------- | ------------------------------------- | ------------------------------------- |
| Municipio de Ochamchire                                                | -                                     | -                                     | 33 086                                | 60 209                                | 61 901                                | 70 252                                | 70 681                                | 75 388                                | 29 415                                | 30 258                                |                                       |
| Ciudad de Ochamchire                                                   |                                       |                                       | 3419                                  | 11 684                                | 16 500                                | 18 718                                | 17 810                                | 20 078                                | 4702                                  | 5280                                  | 5276                                  |
| Datos: Estadística de población de Georgia desde 1897 hasta hoy. Nota: |                                       |                                       |                                       |                                       |                                       |                                       |                                       |                                       |                                       |                                       |                                       |

Tras la guerra en Abjasia se produjo un cambio drástico en la composición poblacional. Los georgianos eran el grupo mayoritario antes de la guerra y tras ella, pasaron a ser dominantes los abjasios. Los georgianos pasaron de suponer el 43,9% de la población a un mínimo 8%; este fenómeno se denomina en muchas ocasiones como la limpieza étnica de georgianos en Abjasia.
|              | 1979      | 1979       | 2011      | 2011       |
| Grupo étnico | Población | Porcentaje | Población | Porcentaje |
| ------------ | --------- | ---------- | --------- | ---------- |
| Georgianos   | 31 047    | 43,9%      | 2316      | 7,7%       |
| Abjasios     | 28 027    | 39,7%      | 24 051    | 79,5%      |
| Rusos        | 4129      | 5,8%       | 1433      | 4,7%       |
| Ucranianos   | 695       | 1%         | 127       | 0,4%       |
| Armenios     | 5698      | 8,1%       | 1679      | 5,5%       |
| Griegos      | 179       | 0,3%       | 76        | 0,3%       |
| Total        | 70 681    | 100%       | 30 258    | 100%       |

La mayoría de la población del distrito son abjasios. Los armenios son sólo mayoritarios en Arakichi (93,8%), Labra (90,1%) y Somjuri Atara (56,4%).

## Galería

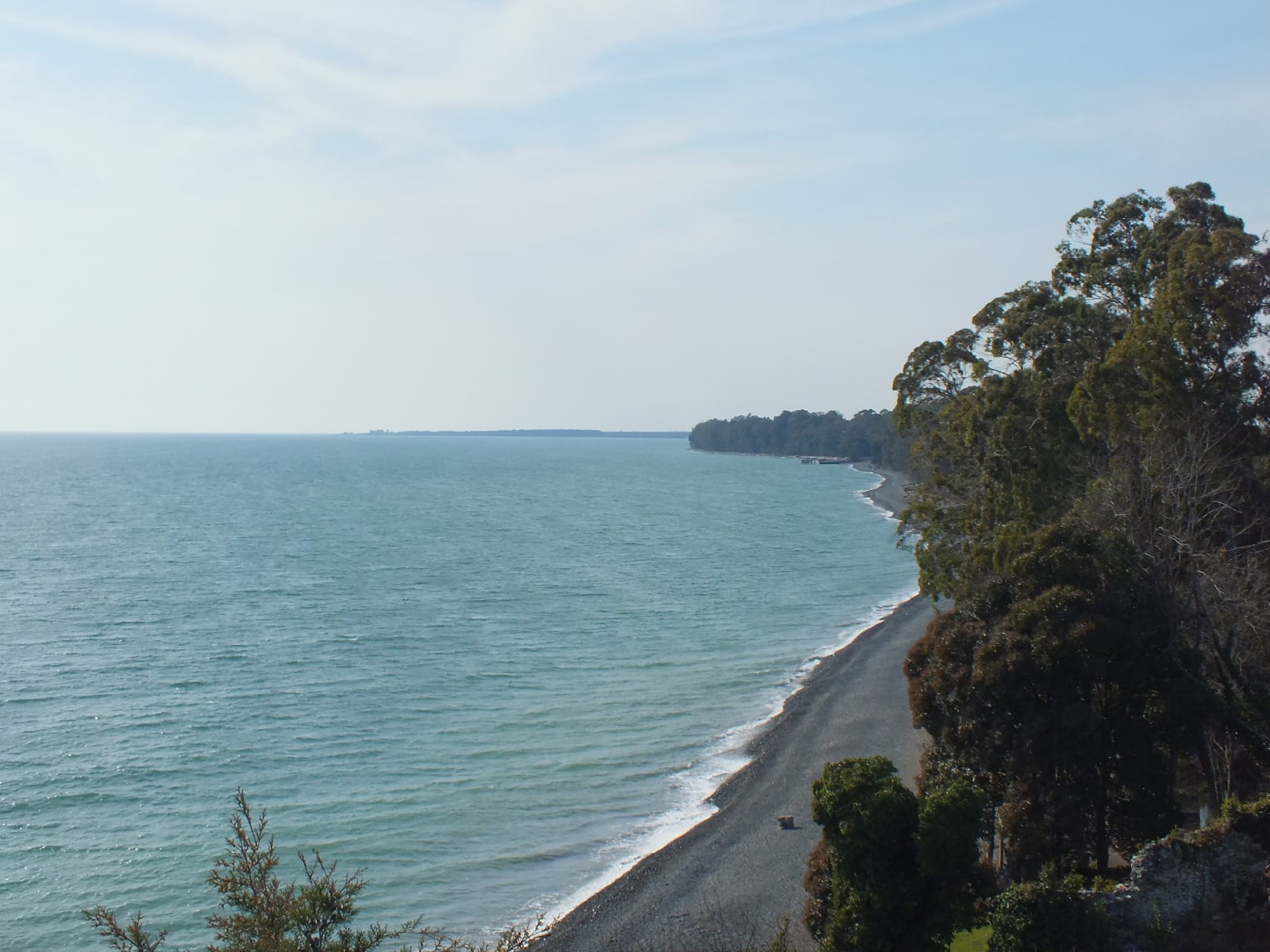
Playa en Kindgi
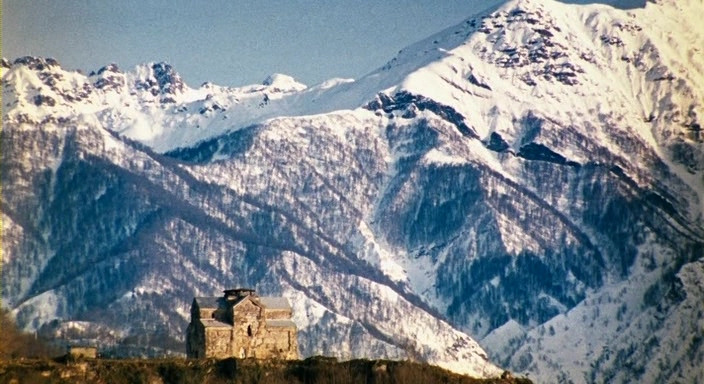
Catedral de Bedia
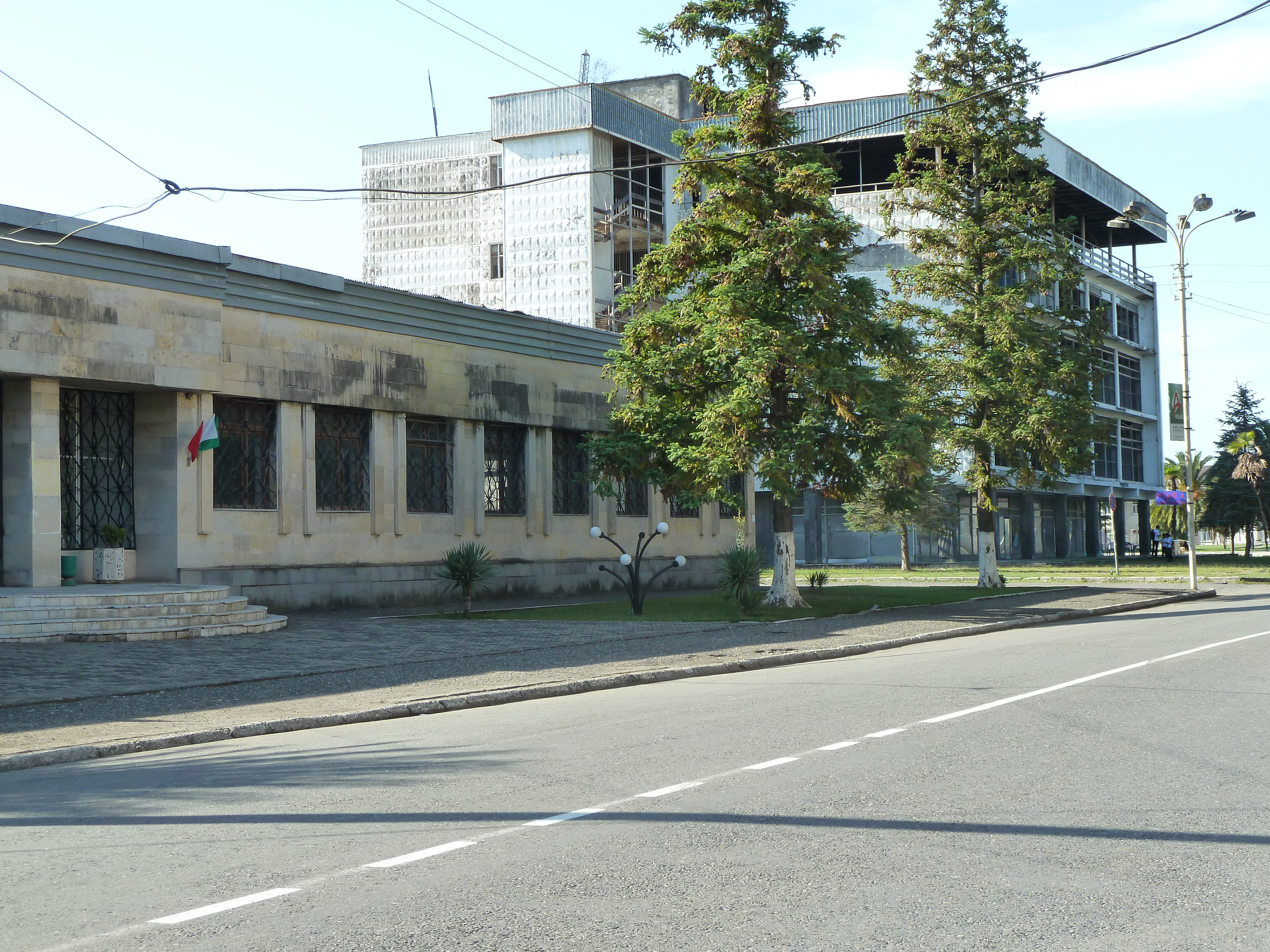
Carretera a su paso por Ochamchire